# Rejon pawłowski (Kraj Ałtajski)
Rejon pawłowski (ros. Павловский район) – rejon na terenie wchodzącego w skład Rosji syberyjskiego Kraju Ałtajskiego
Rejon leży w północnej części Kraju Ałtajskiego i ma powierzchnię  2.230 km². Na jego obszarze żyje ok. 41,5 tys. osób; całość populacji stanowi ludność wiejska, gdyż w skład tej jednostki podziału terytorialnego nie wchodzi żadne miasto. Ludność rejonu zamieszkuje w 35 wsiach.
Ośrodkiem administracyjnym rejonu jest  wieś Pawłowsk, licząca ok. 14,9 tys. mieszkańców (2003 r.).
Rejon został utworzony w 1925 r.